# Casa l'Antintí
Casa l'Antintí és una masia del poble de Suterranya, de l'antic terme del mateix nom, pertanyent actualment al municipi de Tremp.
Està situada a l'extrem sud de l'antic municipi de Suterranya, i sud-est de l'actual de Tremp, a peu de la carretera C-1311, prop de la fita del quilòmetre 53. És al davant i al sud-oest del Molí de Suterranya, al sud de la carretera.